# Acanthodelta derividata
Acanthodelta derividata là một loài bướm đêm trong họ Noctuidae.